# Hager Group
Die Hager SE ist die Konzernobergesellschaft der Hager Group, einem Hersteller von Elektroinstallationsmaterial mit Sitz in Blieskastel. Hager befindet sich vollständig im Besitz der Familie Hager.

## Geschichte
1955 gründeten Oswald Hager (1926–2017) und Hermann Hager (1928–2014) mit ihrem Vater Peter Hager in Ensheim die Hager oHG, elektrotechnische Fabrik. Das Saarland war seit 1945 wirtschaftlich an Frankreich angegliedert und der deutsche Markt nicht zugänglich. Hager wollte dennoch auf diesen beiden Märkten Fuß fassen.

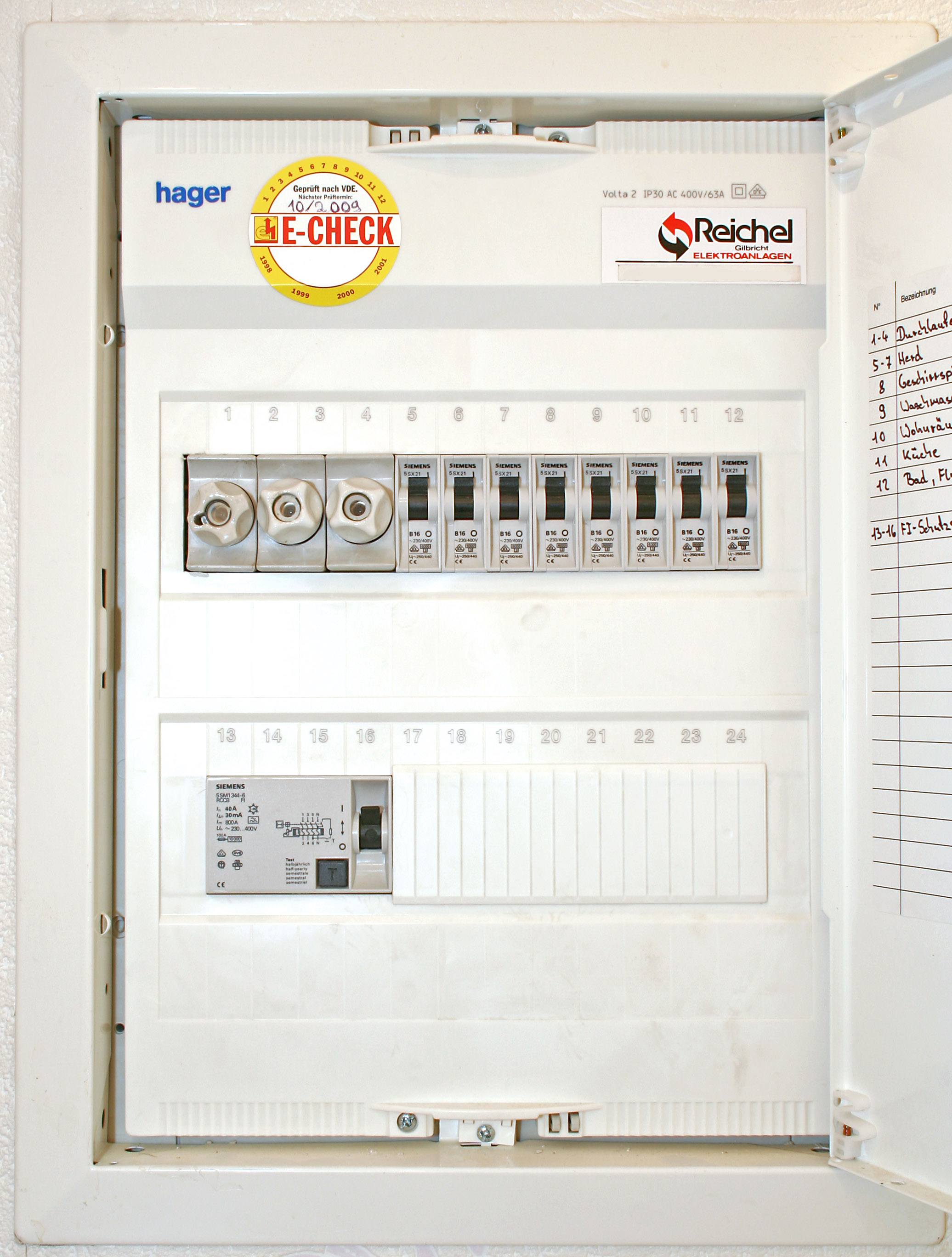
Hager Sicherungskasten

1959 gründeten die Hagers im elsässischen Obernai die Hager Electro S.A. als erste ausländische Niederlassung. Ab 1966 schulte Hager systematisch Elektroinstallateure; dies führte zu einer Kultur der Kundenbindung durch nützliche Information. 1968 wurde das modulare Sicherungselement von Hager in Deutschland zum Patent angemeldet, 1970 auch in Frankreich. Gleichzeitig erscheint der erste seriengefertigte Installationsverteiler, das „Hager-Rapid-System“, auf dem französischen Markt. 1973 erreichte Hager in Deutschland einen Umsatz von 43 Millionen DM; 1974 in Frankreich einen Umsatz von 22 Millionen Franc.

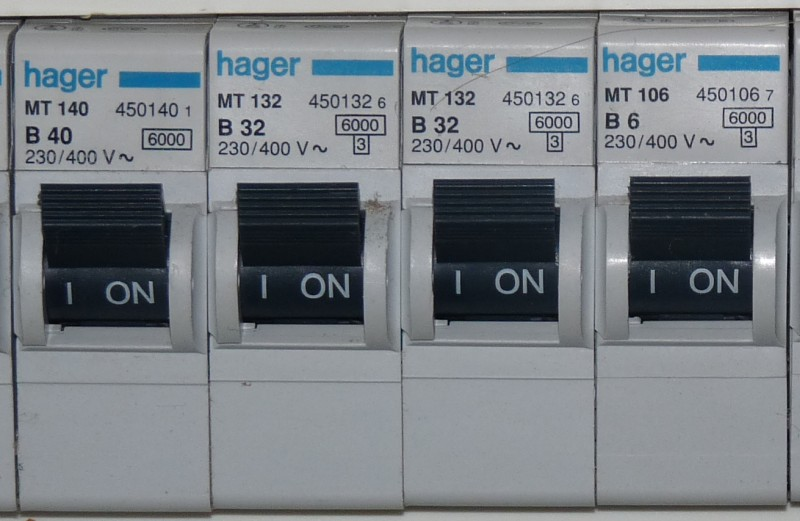
Hager Leitungsschutzschalter

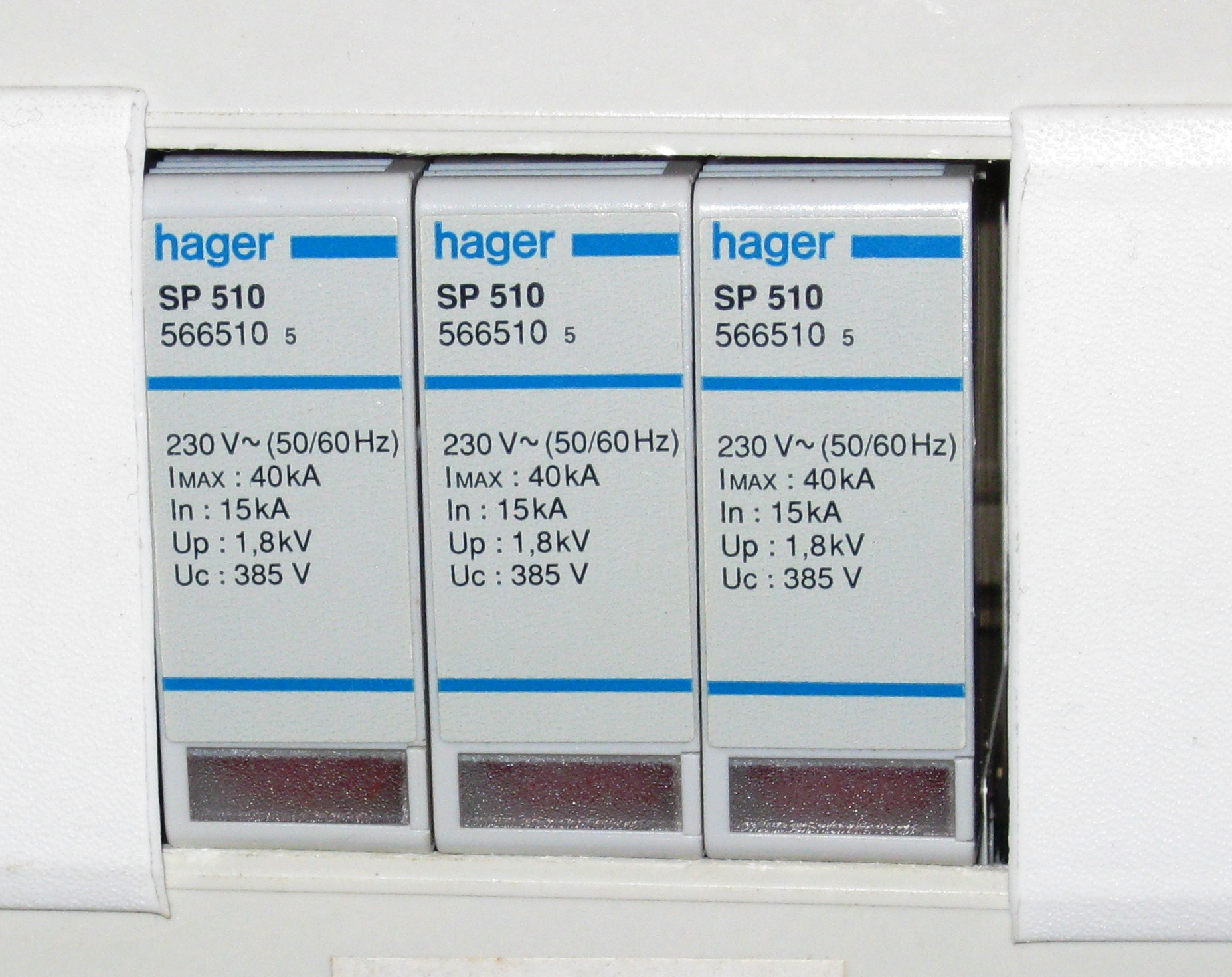
Hager Überspannungsableiter

Im Jahr 1976 brachte Hager den Kleinverteiler Gamma auf den Markt. Ab 1982 wurden Fehlerstromschutzschalter produziert. Eine neue Produktionsstätte mit einem Hochregallager wurde in Blieskastel gegründet.
In den 1980er Jahren begann die Hager Group sich als Komplettdienstleister für Elektroinstallation in Gebäuden auszurichten. In Europa (Schweiz, Großbritannien) wurden Vertriebsgesellschaften gegründet. Seit Mitte der 1990er Jahre baute Hager Vertriebswege in den Vereinigten Arabischen Emiraten (Dubai), in Singapur, Malaysia, Hongkong, China, Australien und Neuseeland auf.

1992 erwarb die Gruppe in Italien mit Lumetal in Porcia einen Hersteller von Verteilerschränken.
1996 übernahm die Hager Group die deutschen Unternehmen Tehalit, ein Hersteller von Leitungsführungssystemen und Brüstungskanälen, und Ebo Systems.
1998 wurde das französische Unternehmen Flash mit Sitz in Saverne in die Gruppe integriert. Dort wurden unter anderem elektronische Zeitschaltuhren produziert; vorher baute Hager nur mechanische Zeitschaltuhren. Im selben Jahr erfolgte die Übernahme des britischen Unternehmens Ashley & Rock in Ulverston, das Erzeugnisse nach British Standards herstellte.
2002 wurde das polnische Unternehmen Polo mit Sitz in Tychy integriert.
Seit 2004 gehört die Schweizer Weber AG zur Hager Group. Im gleichen Jahr kaufte die Hager Group den französischen Hersteller Atral. Hier werden neben Sicherheitstechnik der Marke Hager auch die Produkte unter den Marken Diagral und Daitem hergestellt.
Im Jahre 2005 übernahm Hager Tolmega, einen französischen Spezialisten für Kabelbahnen und Kabelleitern für Gitterroste und die italienische STS Elettronica S. p. A., ein Unternehmen für Sicherheitsprodukte.
2006 übernahm Hager alle Anteile an Eletromar und wurde damit in Brasilien tätig. 2008 wurde ein Werk der Hager Group im indischen Pune in Betrieb genommen. Am 30. September desselben Jahres erfolgte die Grundsteinlegung für eine neue Produktionsstätte von Eletromar in Brasilien.
2007 wurde die Hager Group eine Europäische Gesellschaft.
Mit Wirkung vom 1. Januar 2009 übernahm Hager alle Anteile an der Electraplan Solutions GmbH.
2010 übernahm Hager das Unternehmen Berker, einen deutschen Schalterhersteller mit Sitz in Schalksmühle und Ottfingen und im Jahr 2018 die E3/DC GmbH, ein deutsches Entwicklungsunternehmen für Wechselrichter und Energiespeichersysteme. Ebo Systems wurde zusammen mit Cable Tray Systems (CTS) und Tolmega im Jahr 2010 an den deutschen Familienkonzern Niedax veräußert.
2012 wurde das Familienunternehmen Elcom aus Neckarsulm übernommen.

Ende 2017 übernahm die Hager Group die Firma E3/DC, die 2010 in Osnabrück als Ausgründung der Wilhelm Karmann GmbH entstanden ist, zu 100 Prozent von dem Versorger EWE. Ihr Name setzt sich zusammen aus E3 (einsparend, erneuerbar, effektiv) und DC (Gleichstrom). E3/DC hat sich zu einem Wechselrichter-Hersteller entwickelt, der Photovoltaik-System mit DC-gekoppeltem Speicher anbietet. Die Ladung von Elektroauto-Akkus findet auch bei E3/DC trotz früher Pionierarbeit und Namensgebung weiterhin mit dem üblichen Wechselstrom statt, da die meisten E-Fahrzeuge, außer solche mit dem japanischen CHAdeMO-Standard, keine bidirektionale Kopplung auf Gleichstrom-Ebene mit Heimspeicher und Photovoltaik zulassen. Das in Europa übliche Combined Charging System will dies erst 2025 ermöglichen. Seit Anfang 2021 bildet HagerEnergy eine Business Unit innerhalb der Hager Group, die Kompetenzen von Hager und E3/DC im Bereich des Energiemanagements bündelt. Für Produkte der dezentralen Energiewende – intelligente Batteriespeichersysteme und Ladetechnik für Elektrofahrzeuge ist weiterhin E3/DC zuständig.

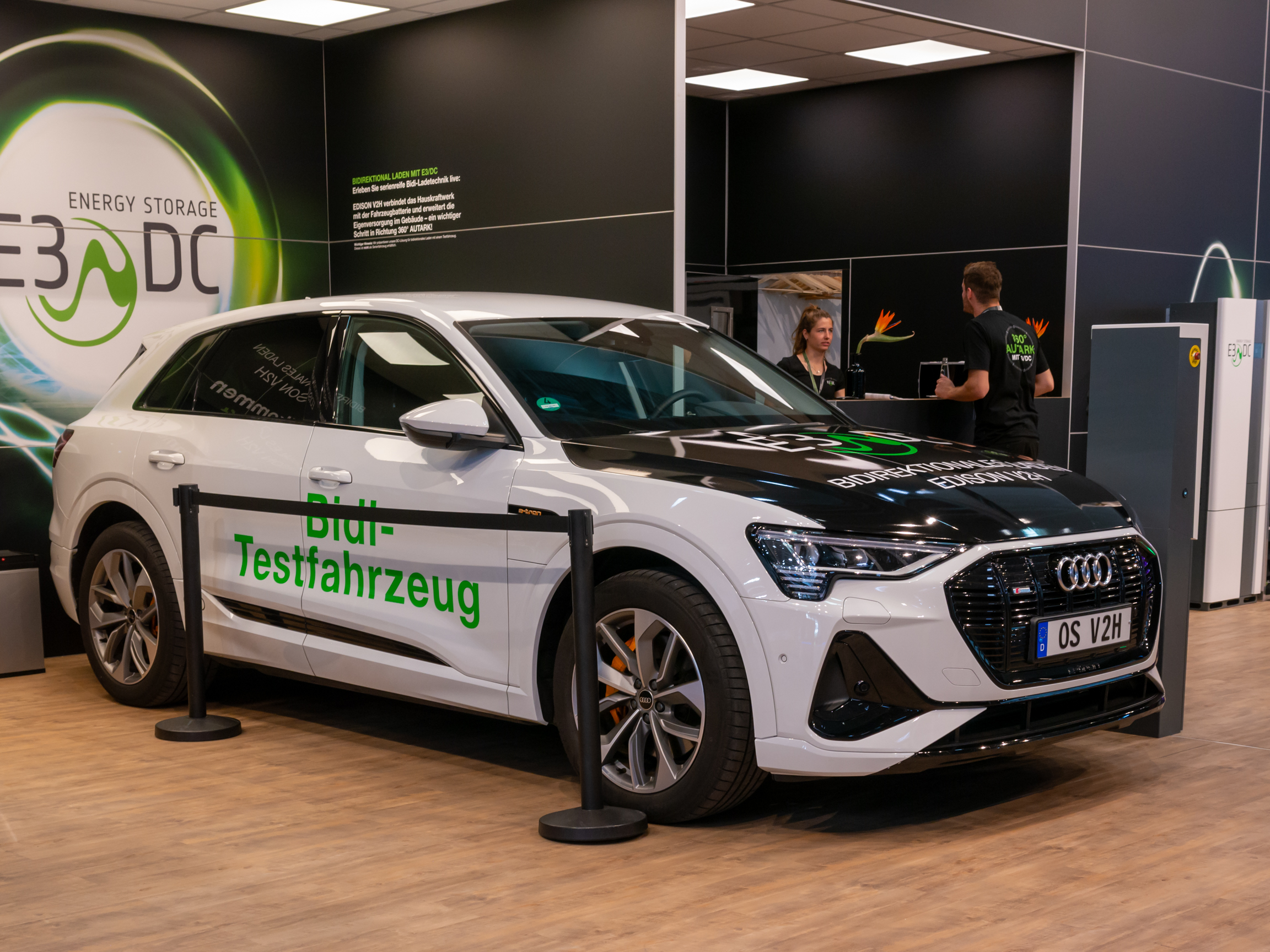
Audi e-tron BiDi-Testfahrzeug auf der IAA Mobility 2023

Seit 2018 kooperiert die Hager Group mit der Audi AG im Bereich Elektromobilität. Ziel der Zusammenarbeit ist die Vernetzung des Modells Audi e-Tron per EEBUS mit dem Heimenergiemanagement-System (HEMS), das von der Hager Group und der SMA Solar Technology entwickelt wird.
Im Januar 2023 wurde mitgeteilt, dass Hager die PM Flex s.r.l. im italienischen Almenno San Bartolomeo von der Deutschen Beteiligungs AG übernimmt. PM Flex produziert mit 150 Mitarbeitern Kunststoffrohre als Kabelschutzrohre für elektrische Anwendungen.
Zum 1. Dezember 2023 schied Daniel Hager nach 15 Jahren aus der Geschäftsführung aus und wechselte als Vorsitzender in den Aufsichtsrat. Seine Nachfolge trat ab Ende August 2023 mit Sabine Busse eine familienfremde Managerin an.

## Standorte
Die Hager Group produziert weltweit an 22 Standorten in zehn Ländern. In den Produktionsstätten werden Komponenten für die jeweiligen Märkte hergestellt, um den lokalen Installationsgewohnheiten Rechnung zu tragen. Der größte Produktionsstandort befindet sich heute im elsässischen Obernai. Dort wurde 2015 das Hager Forum als Fortbildungs- und Begegnungsstätte für Partner, Kunden und Mitarbeiter des Unternehmens neu errichtet.

## Marken und Produkte

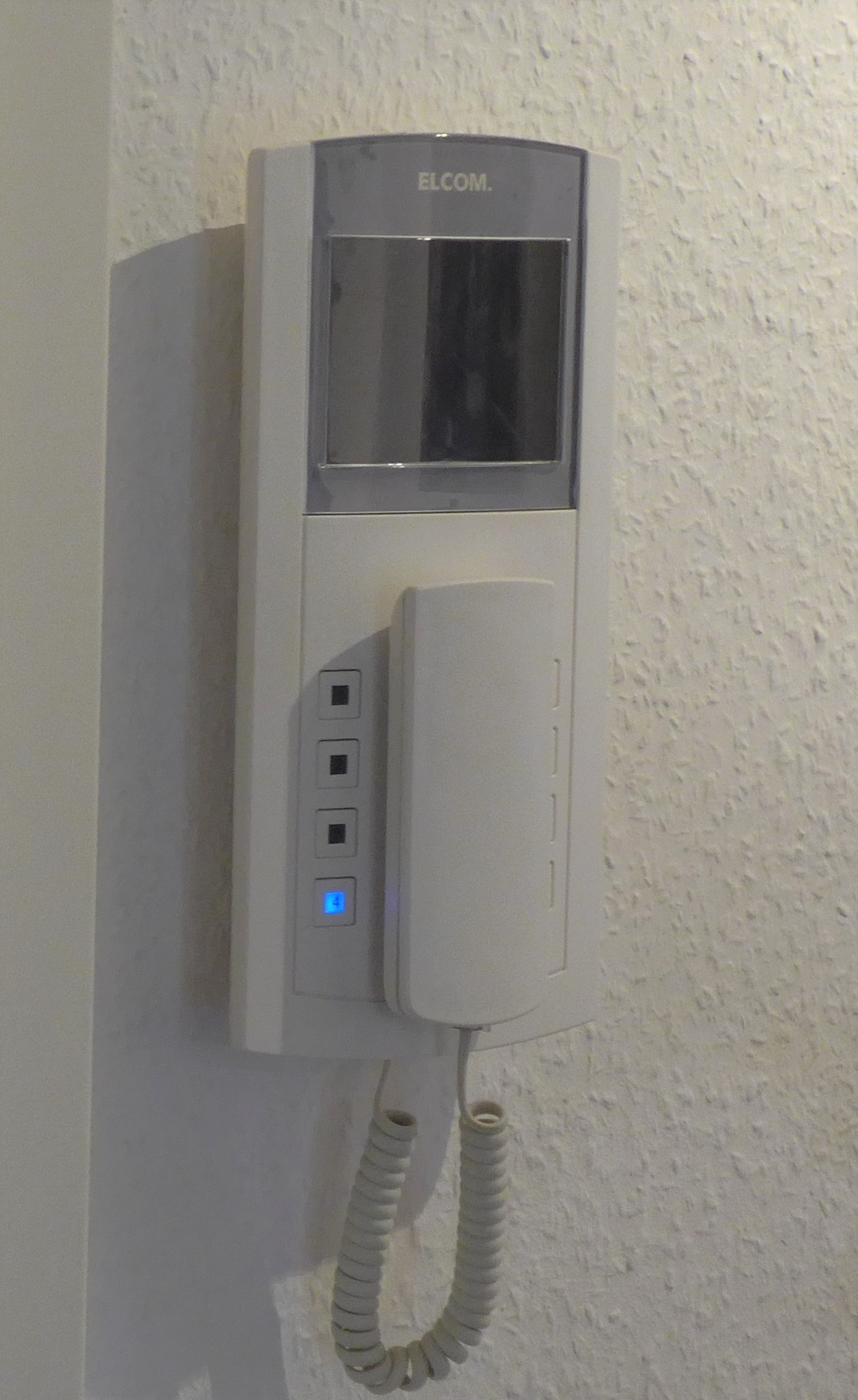
Elcom Videosprechanlage

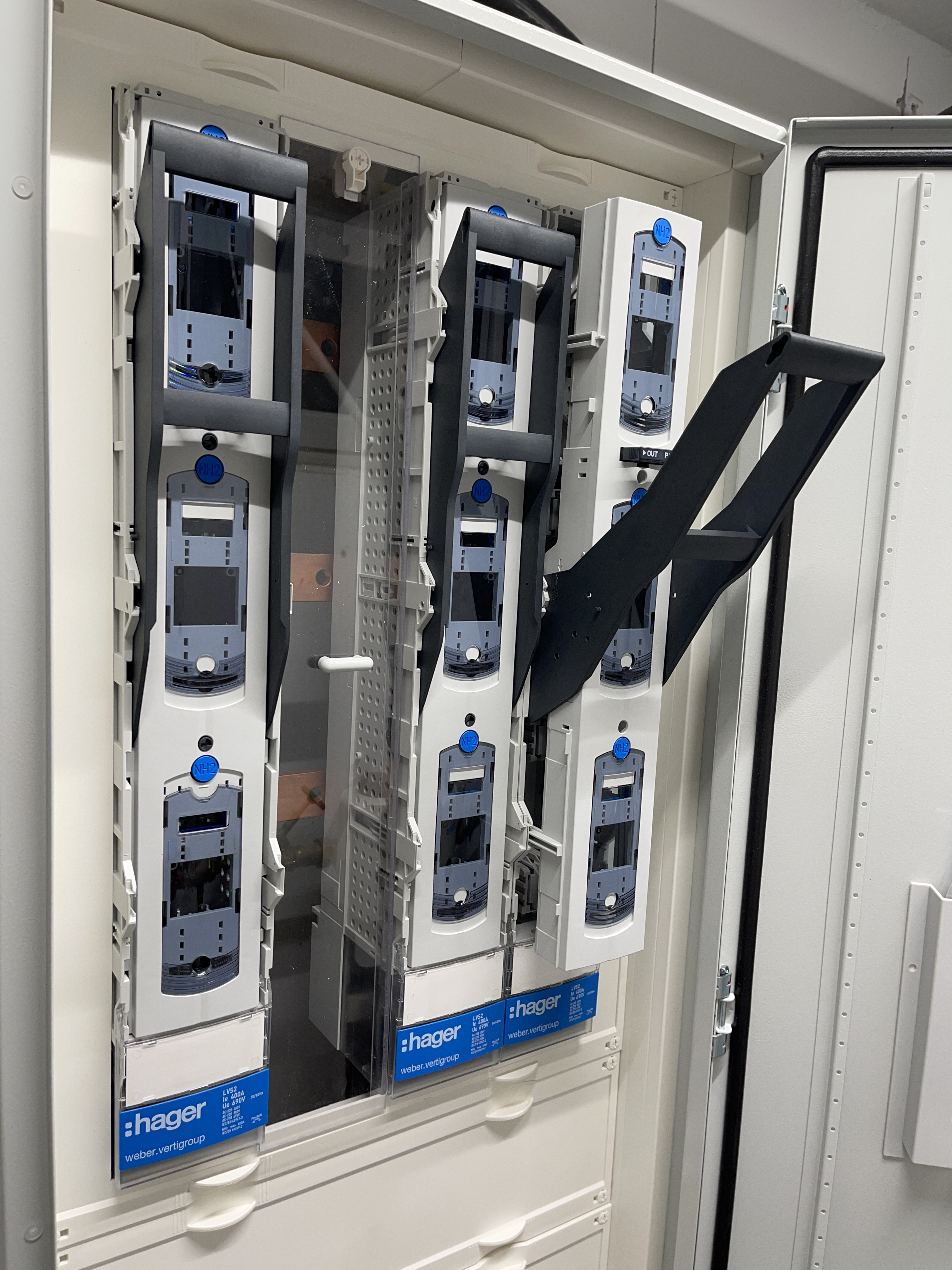
Sicherungs-Lastschaltleiste

Unter der Marke „Hager“ werden  Lösungen und Dienstleistungen für elektrotechnische Installationen in Wohn-, Industrie- und Gewerbeimmobilien vertrieben. 2009 wurden die bisherigen Marken Tehalit, Weber, Lume, Klik, Flash, Polo, Ashley und Logisty unter der Marke Hager zusammengefasst.
Unter den Marken „Daitem“ und „Diagral“ werden Alarm- und Sicherheitstechnik angeboten. Die Marke Berker fertigt als Teil der Hager Group Schalter und Schaltsysteme. Bocchiotti/Iboco, italienischer Marktführer in den Bereichen Leitungsführung und Raumanschlusssysteme, ist ebenfalls Teil der Hager Group. Elcom produziert Türsprechanlagen für Wohn- und Bürogebäude und ist inzwischen eine Marke von Hager.

## Unternehmenskultur
6 % des Umsatzes werden in Forschung und Entwicklung investiert. Das Unternehmen hat im Jahr 2019 rund 3.000 Patente angemeldet. Im Bereich Forschung und Entwicklung sind 800 Mitarbeiter beschäftigt. Schwerpunkte der Forschungs- und Entwicklungsabteilung sind Elektromobilität, intelligente Gebäudetechnik (Smart Home) und Energieeffizienz.
Von Oktober 2010 bis Juni 2014 trat die Hager Group als Sponsor des 1. FC Saarbrücken auf, insbesondere im Bereich der Nachwuchsförderung. Seit 2017 unterstützt die Hager Group den französischen Fußballverein Racing Club Strasbourg Alsace.

## Auszeichnungen und Preise

### Unternehmenspreise
- 2016–2019 Top Nationaler Arbeitgeber des Magazins Focus Money[34]
- 2016 Die 100 familienfreundlichsten Unternehmen, Platz 44[35]
- 2017 Hager Group bester Arbeitgeber in Frankreich und Deutschland[36]

### Designpreise
- 2007 iF Design Award für das Schalterprogramm „kallysto“ (2007)[37]
- 2010 Red Dot Award Product Design für den Elektroverteiler „golf“
- 2017/2018 German Design Award für das Schalterprogramm „Hager Dream“[38]
- 2018 Red Dot Award für die Türsprechanlage „Elcom Home Set“[39]
- 2021 German Brand Award im Bereich „Elektronik“[40]